# W2-es busz (Sopron)
A soproni W2-es jelzésű autóbusz Lővér szálló és Sopron Pláza végállomások között közlekedett.

## Története
A járat a 2022-es úszó-világbajnokság idején, 2022. június 20. és június 25. között közlekedett ingyenesen igénybe vehető buszjáratként a rendezvényre látogatók kiszolgálása érdekében. Az autóbusz a Lővér szállótól indult, és a 2-es busz vonalán haladt a Lackner Kristóf utcáig, majd innen a Sopron Plázáig ment. Visszafelé W1-es jelzéssel, az 1-es busszal azonos útvonalon közlekedett, így mindkét irányban érintette a sporteseménynek otthont adó Lőver uszodát, valamint a város fontosabb forgalmi csomópontjain (autóbusz-állomás, vasútállomás, Várkerület) is megállt.

## Útvonal
| Lővér szálló → Sopron Pláza |
| --- |
| Lővér szálló végállomás – Ojtózi fasor – Várisi út – Lővér körút – Ady Endre út – aluljáró – Csengery utca – Erzsébet utca – Állomás utca – Mátyás király utca – Széchenyi tér – Várkerület – Lackner Kristóf utca – Sopron Pláza végállomás |

## Megállóhelyek
| Távolság (km) | Idő (perc) | Megállóhely neve                       | Átszállási lehetőségek a járat közlekedésének idején érvényes menetrend szerint                                                                               | Nevezetességek / Helyek / Intézmények / Megjegyzések |
| ------------- | ---------- | -------------------------------------- | --- | --- |
| 0             | 0          | Lővér szálló                           | 1, 2, W1 | Károly-kilátó Lővér kalandpark Lővér Alpin Park |
| 0,2           | 1          | Állami szanatórium                     | 1, 2, W1 | Soproni Rehabilitációs Gyógyintézet |
| 0,6           | 2          | Diána panzió                           | 1, 2, W1 | |
| 0,9           | 3          | Hotel Szieszta                         | 1, 2, 12V, W1 | Sörházdombi kilátó |
| 1,7           | 5          | Lőver uszoda                           | 1, 2, W1 | Lőver uszoda |
| 2,4           | 7          | Cseresznye sor                         | 1, 2, W1 | SOE Egyetemi Élő Növénygyűjtemény (Botanikus kert) |
| 2,8           | 8          | Ady Endre út, Erzsébet kert            | 1, 2, 3Y, 10, 10Y, 12V, W1 | Erzsébet-kert |
| 3,3           | 9          | Frankenburg úti aluljáró               | 1, 2, 3Y, 4, 10, 10Y, 12V, W1 | Soproni Kereskedelmi és Iparkamara Európa leghosszabb tere – Deák tér |
| 3,7           | 10         | Csengery utca, Elzett-udvar            | 1, 2, 3Y, 4, 10, 10Y, 12, 12A, W1 | Soproni Kereskedelmi és Iparkamara Európa leghosszabb tere – Deák tér |
| 4,1           | 12         | GYSEV pályaudvar                       | 1, 2, 3Y, 4, 5, 5A, 5T, 7, 7B, 10, 10Y, 11, 11A, 12, 12A, 12V, 17, 20, 22, 27, 27B, 27Y, 32, W1 Helyközi és távolsági autóbuszjáratok                         | Sopron vasútállomás GYSEV Zrt. SPAR szupermarket |
| 4,3           | 14         | Mátyás király utca, Deák tér           | 1, 2, 3Y, 4, 5, 5A, 7, 7B, 5T, 10, 10Y, 11, 11A, 12, 12A, 17, 20, 22, 27, 27B, 27Y, W1                                                                        | Liszt Ferenc Konferencia- és Kulturális Központ Soproni Petőfi Színház Posta Soproni Szent Júdás Tádé-templom SOE Lámfalussy Sándor Közgazdaságtudományi Kar Európa leghosszabb tere – Deák tér |
| 4,6           | 16         | Várkerület, Ötvös utca                 | 1, 2, 3Y, 4, 5, 5A, 5T, 6, 10, 10Y, 11, 11A, 12, 12A, 13, 13B, 14, 14B, 17, 20, 22, 32, 33, W1                                                                | Liszt Ferenc Konferencia- és Kulturális Központ Soproni Petőfi Színház Posta Soproni Szent Júdás Tádé-templom SOE Lámfalussy Sándor Közgazdaságtudományi Kar Európa leghosszabb tere – Deák tér |
| 4,9           | 18         | Várkerület, Árpád utca                 | 1, 2, 10, 10Y, 20, W1 | Tűztorony Városháza Mária-szobor Szentháromság-szobor Posta Szent György-templom Scarbantia Régészeti Park                                                                                      |
| 5,3           | 20         | Várkerület, Festő köz                  | 1, 2, 3Y, 4, 5, 5A, 5T, 6, 10, 10Y, 12, 12A, 13, 13B, 14, 14B, 17, 20, 32, 33, W1                                                                             | Tűztorony Városháza Mária-szobor Szentháromság-szobor Posta Szent György-templom Scarbantia Régészeti Park                                                                                      |
| 5,8           | 22         | Lackner Kristóf utca, autóbusz-állomás | 1, 2, 3, 3Y, 4, 5, 5A, 5T, 5Y, 6, 7, 7A, 7B, 8, 10, 10Y, 12, 12A, 13, 13B, 14, 14B, 16, 17, 20, 21, 27, 27B, 32, 33, W1 Helyközi és távolsági autóbuszjáratok | Soproni autóbusz-állomás Soproni Rendőrkapitányság Káposztás utcai Stadion INTERSPAR áruház Vásárcsarnok                                                                                        |
| 7,1           | 26         | Sopron Pláza                           | W1 | Sopron Pláza |